# Noordeloos
Noordeloos (51° 54′ N, 4° 56′ L) é uma cidade dos Países Baixos, na província de Holanda do Sul. Noordeloos pertence ao município de Giessenlanden, e está situada a 8 km, a norte de Gorinchem.
Em 2001, a cidade de Noordeloos tinha 790 habitantes. A área urbana da cidade é de 0.14 km², e tem 300 residências.
A área de Noordeloos, que também inclui as partes periféricas da cidade, bem como a zona rural circundante, tem uma população estimada em 1540 habitantes.